# Gornje Raštane
Gornje Raštane falu Horvátországban Zára megyében. Közigazgatásilag Sveti Filip i Jakovhoz tartozik.

## Fekvése
Zárától légvonalban 19 km-re, közúton 24 km-re délkeletre, Biogradtól légvonalban 10 km-re, közúton 14 km-re északra, Dalmácia északi részén, Ravni kotar egy termékeny völgyében fekszik.

## Története
Raštane nevét egykoron sűrű tölgyesekkel (horvátul „hrast”) benőtt határáról kapta. Az írásos források 1240-ben említik először, majd 1349-ben, 1385-ben, 1387-ben és 1513-ban is „Hrašćane” néven említik. A horvát Kačić nemzetség birtoka volt, majd a Glamočan és Ramljan családoké. A középkorban Szent György templomának saját plébánosa volt, akit 1446-ban említenek. A templomot valószínűleg a török háborúk során rombolták le. A település ekkor teljesen elnéptelenedett, plébánosát 1532-ben említik utoljára Stjepan Jusić személyében. A kandiai háborút (1669) követően, majd a karlócai béke (1699] után főként Bukovicáról és a Murter-szigetről érkezett családokkal telepítették be. A 17. századtól a goricai plébániához tartozott. A település 1797-ig a Velencei Köztársaság része volt, majd miután a francia seregek felszámolták a Velencei Köztársaságot és a campo formiói béke értelmében osztrák csapatok szállták meg. 1806-ban a pozsonyi béke alapján az Első Francia Császárság Illír Tartományának része lett. 1815-ben a bécsi kongresszus újra Ausztriának adta, amely a Dalmát Királyság részeként Zárából igazgatta 1918-ig. A településnek 1880-ban 137, 1910-ben 41 lakosa volt. Az első világháború után előbb a Szerb-Horvát-Szlovén Királyság, majd Jugoszlávia része lett. A második világháború idején a szomszédos településekkel együtt Olaszország fennhatósága alá került. Az 1943. szeptemberi olasz kapituláció után horvát csapatok vonultak be a településre, amely ezzel visszatért Horvátországhoz. A településnek 2011-ben 456 lakosa volt, akik főként mezőgazdasággal és állattenyésztéssel foglalkoztak.

## Lakosság
| Lakosság változása | Lakosság változása | Lakosság változása | Lakosság változása | Lakosság változása | Lakosság változása | Lakosság változása | Lakosság változása | Lakosság változása | Lakosság változása | Lakosság változása | Lakosság változása | Lakosság változása | Lakosság változása | Lakosság változása | Lakosság változása |
| ------------------ | ------------------ | ------------------ | ------------------ | ------------------ | ------------------ | ------------------ | ------------------ | ------------------ | ------------------ | ------------------ | ------------------ | ------------------ | ------------------ | ------------------ | ------------------ |
| 1857               | 1869               | 1880               | 1890               | 1900               | 1910               | 1921               | 1931               | 1948               | 1953               | 1961               | 1971               | 1981               | 1991               | 2001               | 2011               |
| 0                  | 0                  | 137                | 91                 | 26                 | 41                 | 0                  | 0                  | 384                | 476                | 596                | 593                | 503                | 591                | 469                | 456                |

## Nevezetességei
- A raštanei mezőn találhatók az 1446-ban említett és a török korban lerombolt középkori Szent György plébániatemplom romjai.[3]
- Viternici nevű településrészétől nem messze a Bojan-kút mellett egy ismeretlen titulusú templom állt. Ugyancsak egy ismeretlen templom volt Tičevo mellett a Crkvina nevű helyen is. Ezen kívül Tičevón feltártak egy két méter mély, szűk üreget is, mely egykor valószínűleg élelmiszer tárolására szolgált.[4]
- Jarugánál egy ókori hamvasztásos sír került elő említésre méltó tárgyi mellékletekkel, melyeket ma a zárai és biogradi múzeumokban őriznek.[2]